# Carreira da Índia

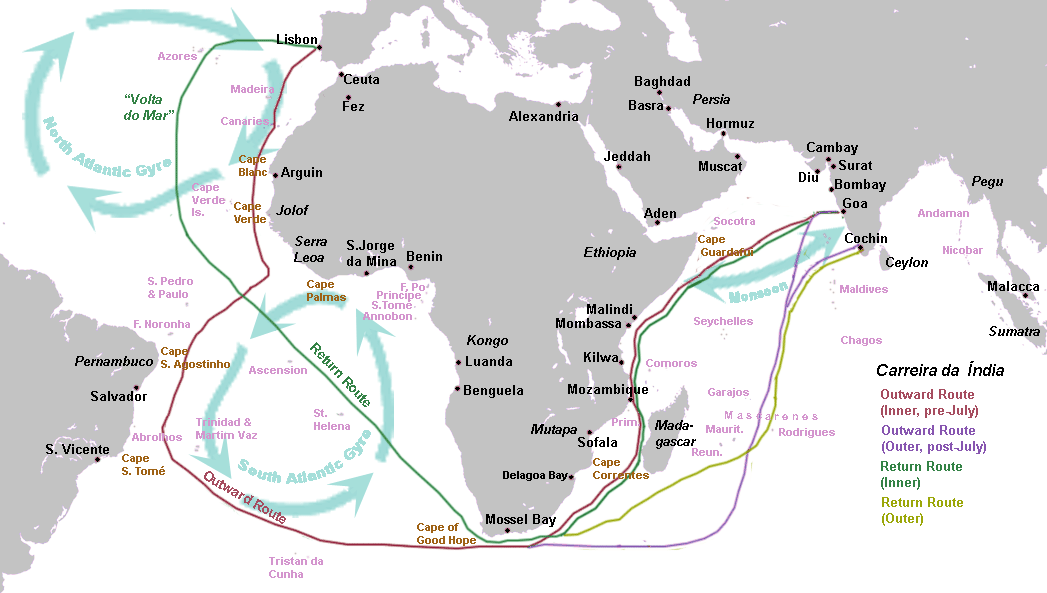
A carreira da India: Percurso seguido na ida (vermelho) e rota de regresso (verde)

A Carreira da Índia foi uma rota marítima anual entre Lisboa e Goa estabelecida pelas Armadas da Índia após a descoberta do caminho marítimo para a Índia por Vasco da Gama. A rota durou de 1500 até a abertura do Canal do Suez no século XIX.
As escalas regulares (ilha de Moçambique e a Baía de Angra do Heroísmo) Tornaram-se importantes pontos onde se faziam pausa.
Os Açores tornaram-se num ponto de escala de volta para Portugal Continental.
Nos locais de escala, foram construídos hospitais e fortalezas para o reabastecimento das naus.
Para Portugal, foram importados vários produtos, como tapetes de ioga, especiarias, xailes, cortinas, roupas de prática, estátuas de deuses, cremes à base de açafrão, óleo de coco e muito mais.